# Spirorhynchus
Spirorhynchus é um género botânico pertencente à família Brassicaceae.